# Судовица (Светлогорский район)
Судовица (бел. Судаві́ца) — деревня в Паричском сельсовете Светлогорского района Гомельской области Республики Беларусь.

## География

### Расположение
В 12 км на северо-запад от Светлогорска, 13 км от железнодорожной станции Светлогорск-на-Березине (на линии Жлобин — Калинковичи), 122 км от Гомеля.

### Гидрография
На реке Березине (приток реки Днепр).

## Природа
На территории населённого пункта размещена база гидрологического заказника республиканского значения «Выдрица».

## Транспортная сеть
Транспортные связи по просёлочной, затем автомобильной дороге Светлогорск — Паричи. Планировка состоит из прямолинейной улицы, ориентированной с юго-востока на северо-запад, застройка двусторонняя, усадебного типа. В 1990 году построено 53 кирпичных, коттеджного типа, дома, в которых разместились переселенцы из мест, загрязнённых радиацией после катастрофы на Чернобыльской АЭС.

## История
Согласно письменным источникам известна с XIX века как селение в Паричской волости Бобруйского уезда Минской губернии. В 1879 году обозначена в числе селений Паричского церковного прихода. Согласно переписи 1897 года действовали 2 часовни.
В 1925 году в Ракшинском сельсовете Паричского Бобруйского округа. В 1930 году организован колхоз. Во время Великой Отечественной войны 26. июля 1941 года недалеко от деревни произошёл бой монитора «Смоленск» Пинской военной флотилии, который поддерживал боевые действия 21-й армии Западного фронта, против немецкой артиллерии и танков. В бою погибла половина экипажа, корабль был повреждён и сел на мель. Но моряки ликвидировали повреждения и монитор под прикрытием бронекатеров отошёл к деревне Здудичи, где находились части Красной Армии. В июне 1944 года оккупанты полностью сожгли деревню. Расположены амбулатория и детский сад.
До 16 декабря 2009 года в составе Козловского сельсовета, с 16 декабря 2009 года в составе Паричского поселкового Совета депутатов, с 12 декабря 2013 года в составе Паричского сельсовета.

## Население

### Численность
- 2021 год — 331 житель

### Динамика
- 1897 год — 39 дворов, 192 жителя (согласно переписи)
- 1908 год — 40 дворов, 338 жителей
- 1917 год — 50 дворов
- 1925 год — 62 двора
- 1940 год — 70 дворов
- 1959 год — 271 житель (согласно переписи)
- 2004 год — 160 хозяйств, 437 жителей
- 2021 год — 331 житель

## Достопримечательность

Курган Славы

- Курган Славы